# Paula Badosa
Paula Badosa Gibert (Catalão: /ˈpawlə βəˈðozə ʒiˈβɛɾt/) (15 de novembro de 1997), é uma tenista profissional espanhola. Seus melhores rankings foram o 2 em simples, em 25 de abril de 2022, e 124 em duplas, na mesma data. Possui três títulos WTA e 10 ITF, ambos de simples. O maior título da carreira foi o WTA de Indian Wells de 2021.
Durante o juvenil, conquistou o Torneio de Roland Garros de 2015.
Usou o nome Badosa Gibert predominantemente do início da carreira até junho de 2019, no WTA de 's-Hertogenbosch. Na semana seguinte, passou a se apresentar apenas como Paula Badosa.

## Início de vida e antecedentes
Paula Badosa nasceu em Manhattan, Nova York, filha dos pais espanhóis Mireia Gibert Baró e Josep Badosa Codolar. Seus pais trabalhavam com moda. Quando ela tinha sete anos, Badosa e sua família se mudaram para Barcelona. Começou então a jogar ténis, no Club Tennis d'Aro (Platja d'Aro). Aos 14 anos mudou-se para Valência para progredir no tênis. Aos 17 anos, ela voltou para Barcelona.
Além do espanhol, ela fala catalão, inglês e um pouco de francês. Seu torneio favorito é o US Open. Seus ídolos quando criança eram Rafael Nadal e Maria Sharapova. Badosa também disse que é uma grande admiradora de Simona Halep.
Quando criança, ela aspirava ser modelo, seguindo o caminho de seus pais. Ela lutou contra a depressão e a ansiedade.

## Carreira júnior
Badosa é uma ex-número 8 do mundo júnior. Ela fez sua estreia no ITF Junior Circuit em setembro de 2012, aos 14 anos. Em fevereiro de 2014, ela ganhou seu primeiro título de simples júnior no torneio de Grau-1 Mediterranee Avenir em Casablanca. Em abril de 2014, ela conquistou mais um título de simples em um torneio de grau 1, o Trofeo Juan Carlos Ferrero em Villena. Em maio de 2014, ela chegou às semifinais de um torneio Grau-A o Trofeo Bonfiglio em duplas.
Na divisão de juniores do Aberto da França de 2014, ela chegou às quartas de final em simples e duplas. Ela então chegou às quartas de final na divisão de juniores em Wimbledon em simples. Ela foi vice-campeã no Campeonato Europeu Júnior em simples, perdendo para a compatriota Sara Sorribes Tormo, e vice-campeã em duplas. Ela completou sua carreira júnior no Aberto da França de 2015, onde conquistou o título individual feminino. Nos juniores, ela conquistou três títulos de simples e um de duplas no circuito.

## Carreira profissional

### 2012–2020
Badosa fez sua estreia no Circuito Feminino da ITF em maio de 2012 em Getxo. Em novembro de 2013, ela conquistou seu primeiro título em Sant Jordi.
Em março de 2015, ela fez sua primeira participação em torneios da WTA depois de receber um "wild card" para a chave principal de um torneio Premier Mandatory, o Miami Open, onde registrou suas duas primeiras vitórias no WTA Tour, sobre Petra Cetkovska [en] na primeira rodada e Saisai Zheng na segunda, ambas em dois sets diretos. Na terceira rodada, perdeu para a 14ª cabeça-de-chave Karolína Plíšková. Mais tarde, em maio, ela alcançou a chave principal do Aberto de Madri por meio da qualificatória, mas desistiu na primeira rodada contra Sara Errani.
No Aberto do Marrocos de 2018, ela chegou às quartas de final e perdeu para Aleksandra Krunić. Em setembro, ela ganhou o torneio de US$ 60k Open Ciudad de Valencia, derrotando a espanhola Aliona Bolsova [en] na final.
No Australian Open de 2019, ela fez sua estreia na chave principal em um Grand Slam, após passar na qualificatória; ela perdeu para a "wild card" Kimberly Birrell [en] na primeira rodada. Em julho, ela alcançou sua primeira semifinal WTA no Palermo Ladies Open, mas depois perdeu para o número 5 do mundo, Kiki Bertens em dois sets diretos. Em seguida, ela alcançou as semifinais do WTA Challenger Karlsruhe Open. Depois disso, ela estreou no top 100. No Korea Open, ela chegou às quartas de final, mas depois perdeu para Wang Yafan.
No início da temporada de 2020, Badosa registrou sua primeira vitória em um Grand Slam no Australian Open, derrotando a vinda da qualificatória Johanna Larsson na primeira rodada de forma convincente. Ela então perdeu para a número 7 do mundo, Petra Kvitová. Em setembro, ela chegou às semifinais do Tennis Championship Istanbul, onde perdeu para Eugenie Bouchard. Seu maior resultado do ano foi no Aberto da França, onde alcançou sua primeira oitavas de final em um torneio Major. Lá, ela derrotou duas ex-campeãs do Grand Slam, Sloane Stephens e Jeļena Ostapenko.

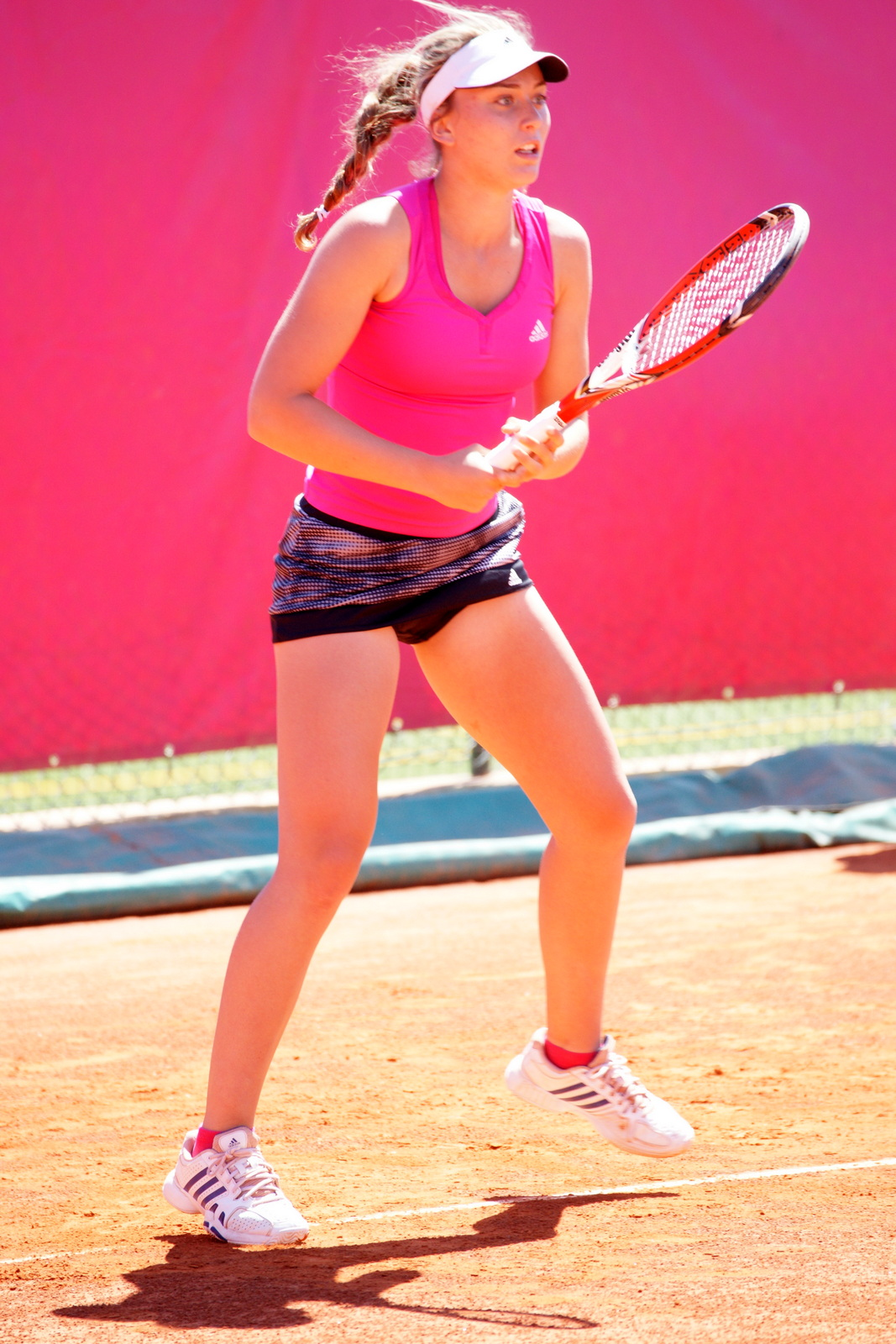
Badosa em Cagnes-sur-Mer, 2014.
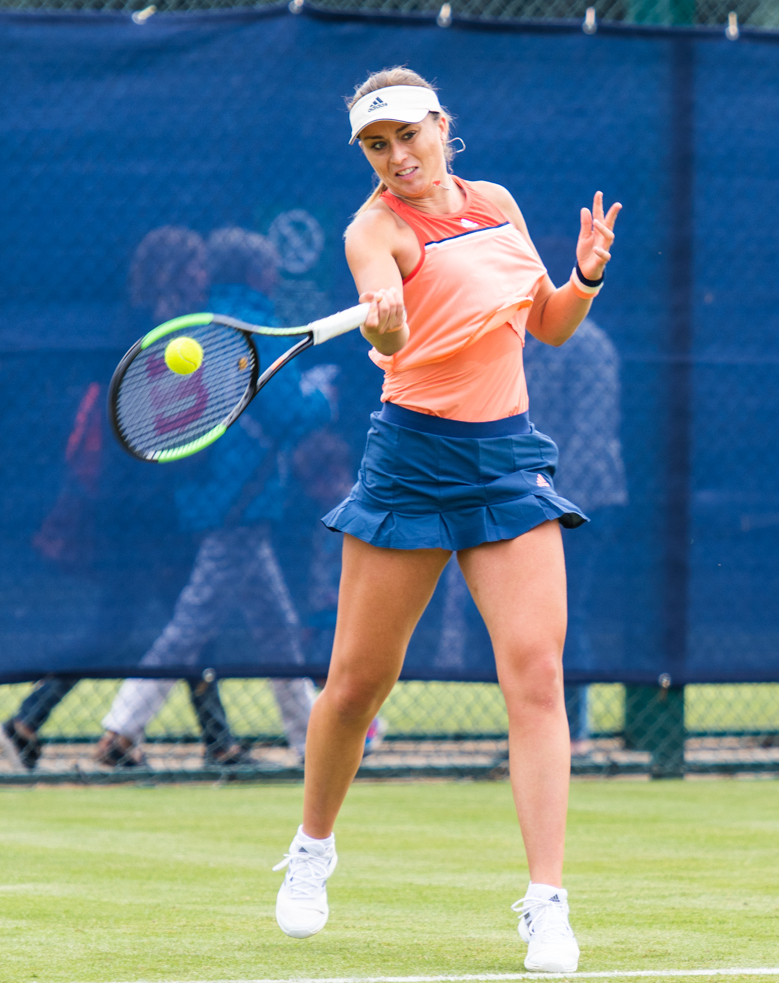
Badosa no Nottingham Open, 2018.
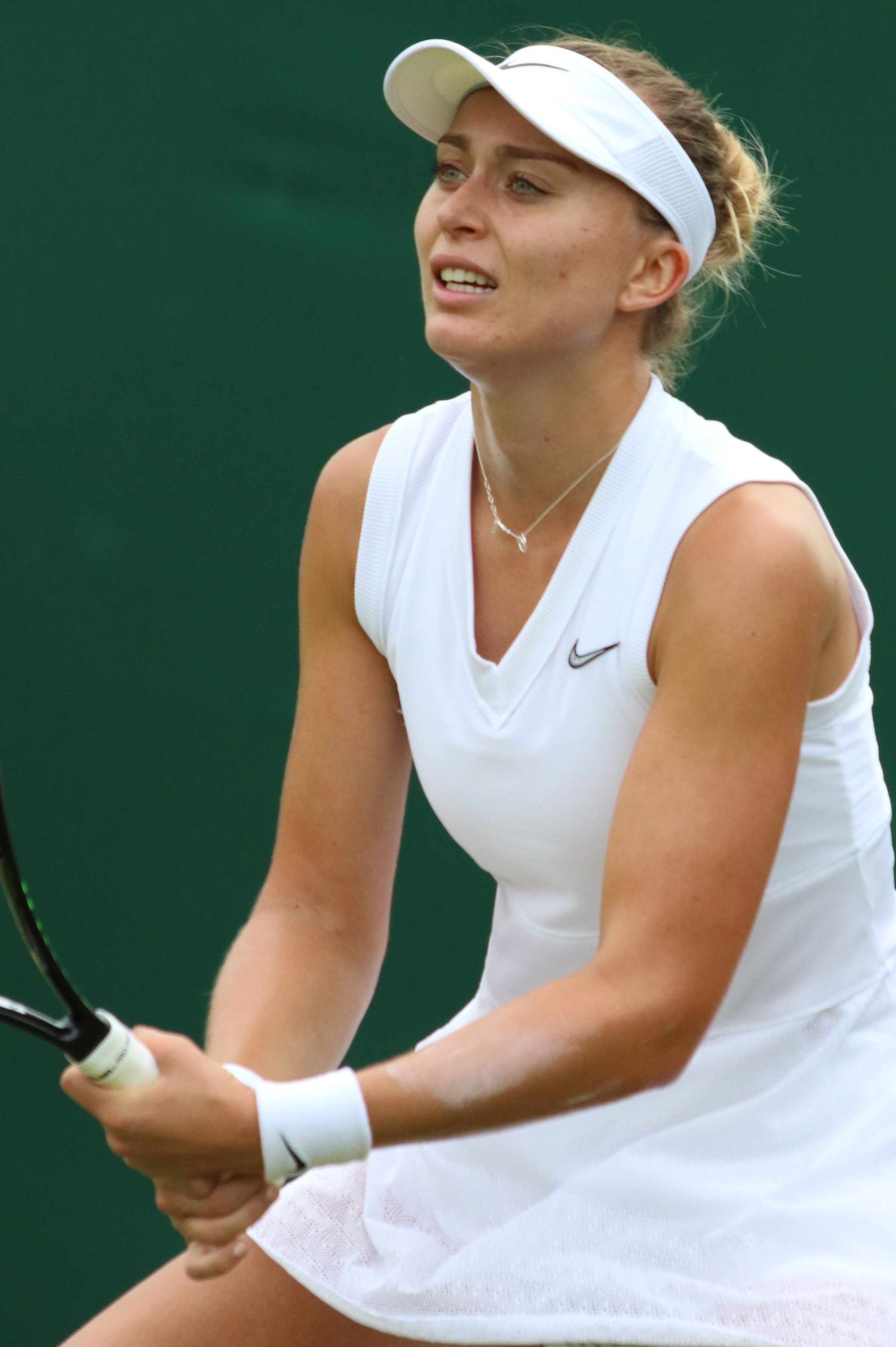
Badosa em Wimbledon, 2019.

### 2021

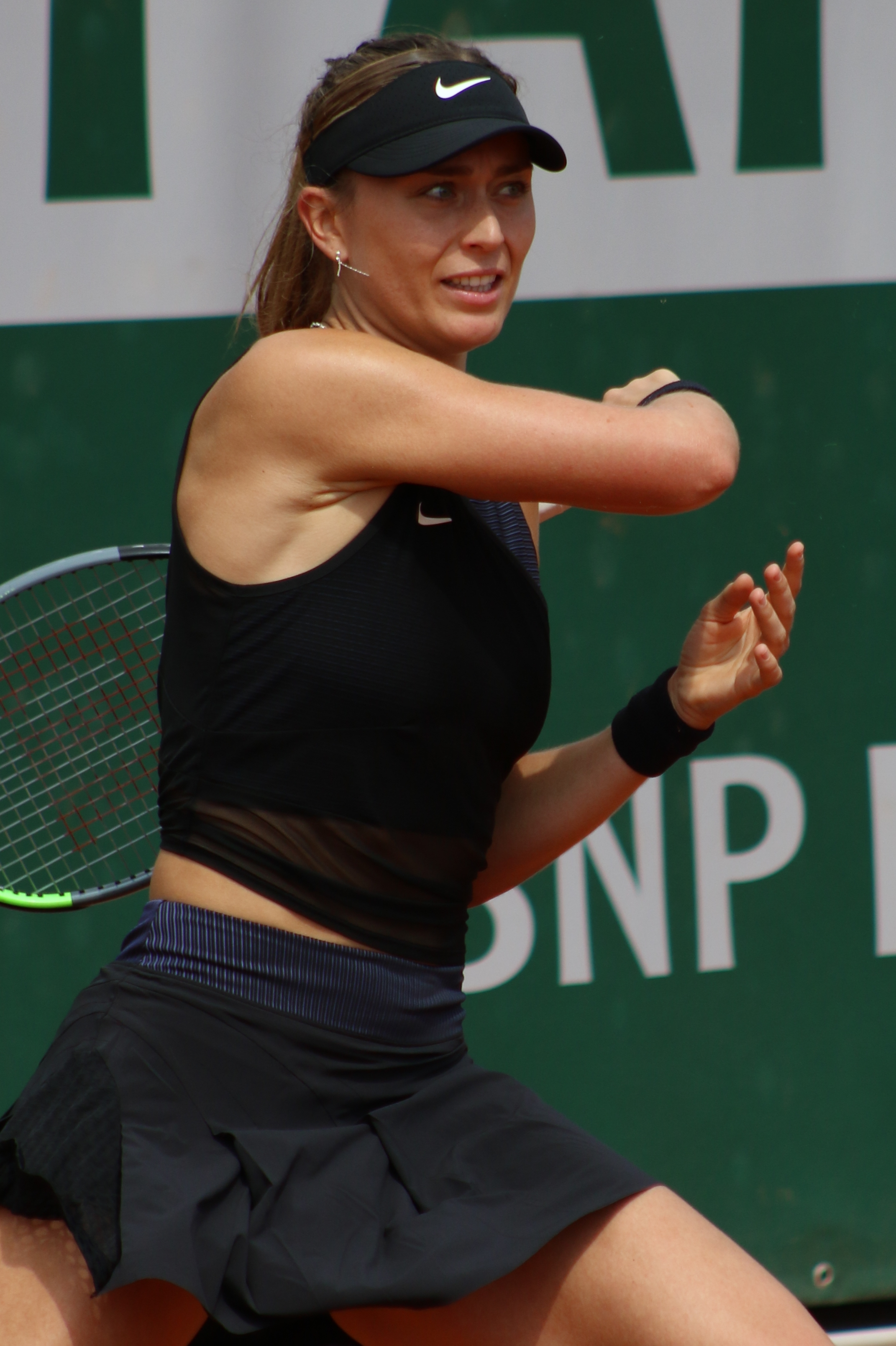
Badosa em Roland Garros, 2021.

Em maio, Badosa alcançou sua primeira semifinal de um WTA 1000 no Madrid Open, tornando-se a primeira mulher espanhola a chegar às semifinais na história do torneio, derrotando a oitava cabeça-de-chave Belinda Bencic nas quartas de final. Em seguida, ela enfrentou a cabeça-de-chave e número 1 do mundo na época, Ashleigh Barty, na semifinal, onde Barty se vingou. Como resultado, Badosa alcançou um novo recorde na carreira, ficando em 42º lugar no mundo em 9 de maio.
No Serbia Ladies Open, ela alcançou a terceira semifinal consecutiva em quadra de saibro, derrotando a sétima cabeça-de-chave Rebecca Peterson. Como resultado, ela entrou no top 40 pela primeira vez em sua carreira e conquistou seu primeiro título depois que Ana Konjuh se abandonou por lesão na final. Inicialmente sem um posto de cabeça-de-chave no Aberto da França, ela foi promovida à cabeça-de-chave Nº 33 após a desistência de Alison Riske. Badosa venceu Lauren Davis e Danka Kovinić em dois sets antes de enfrentar Ana Bogdan. Depois de salvar um match point no segundo set, ela venceu a partida em três sets e avançou para a quarta rodada de Roland Garros pelo segundo ano consecutivo. Ela então enfrentou a ex-finalista e 20ª cabeça-de-chave Markéta Vondroušová, a quem ela derrotou em três sets para chegar às quartas de final de um torneio Major pela primeira vez em sua carreira. Na final, apesar de ter colocado uma quebra à frente no set final, ela caiu para Tamara Zidanšek.
Badosa representou a Espanha nos eventos individuais e de duplas femininos dos Jogos Olímpicos de Verão de 2020. Badosa e sua parceira Sara Sorribes Tormo derrotaram a dupla mexicana Giuliana Olmos e Renata Zarazúa [en] na primeira rodada, antes de perder na segunda para a dupla tcheca e eventuais medalhistas de ouro, Barbora Krejčíková e Kateřina Siniaková. Em simples, Badosa venceu suas três primeiras partidas contra a francesa Kristina Mladenovic, a polonesa Iga Świątek e a argentina Nadia Podoroska. Em sua partida das quartas de final contra a eventual medalhista de prata, a tcheca Markéta Vondroušová, Badosa perdeu o primeiro set antes de se retirar da partida devido a uma insolação causada pelas condições quentes e úmidas em Tóquio - resultando em um longo tempo limite médico e precisando sair a quadra em cadeira de rodas. Isso, juntamente com as reclamações de outros tenistas, como Daniil Medvedev e Novak Djokovic, foi o catalisador para os oficiais olímpicos mudarem o horário de início das partidas das 11h para às 15h.
Em 12 de agosto de 2021, Badosa se separou de seu técnico Javier Martí, com quem trabalhou por onze meses. O anúncio foi feito um dia após a derrota para Rebecca Marino nas oitavas de final do Aberto do Canadá. Em 23 de agosto de 2021, após sua segunda quartas de final em um torneio WTA 1000 no Cincinnati Open, onde derrotou Petra Martić, a terceira cabeça-de-chave Aryna Sabalenka e Elena Rybakina, ela alcançou o recorde de sua carreira em simples do mundo de nº 26. Em 17 de outubro de 2021, Badosa derrotou a ex-bicampeã Victoria Azarenka em uma partida emocionante de três horas para vencer o torneio de Indian Wells, por seu primeiro título WTA 1000. Após esta campanha de sucesso, ela fez sua estreia no top 10 em 8 de novembro de 2021. Ela se classificou para o WTA Finals de 2021 e foi a primeira em seu grupo round robin a chegar às semifinais.

### 2022

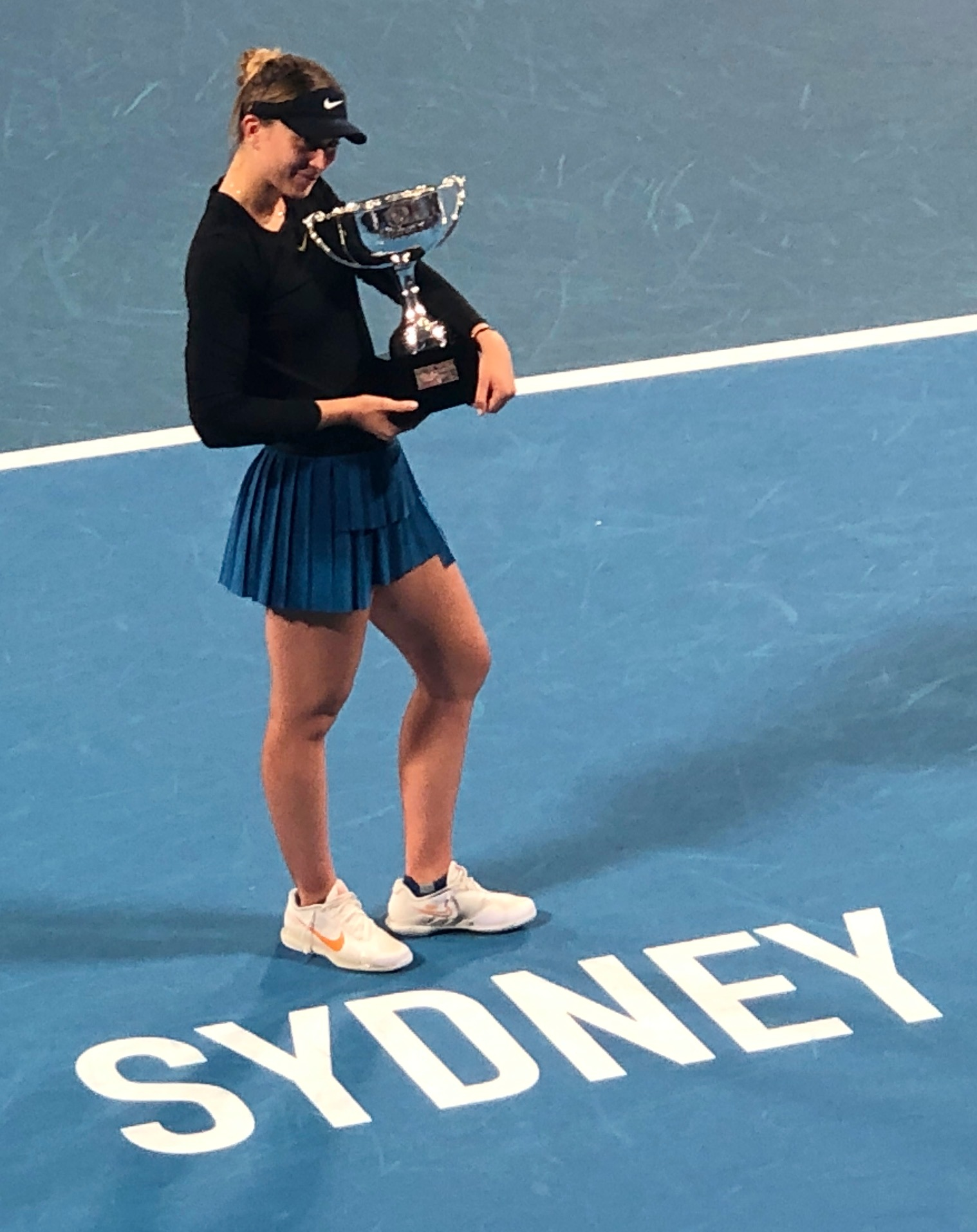
Badosa em Sydney, 2022.

Depois de começar sua temporada de 2022 com uma derrota na primeira rodada para Victoria Azarenka no Adelaide International 1, Badosa conquistou seu terceiro título de carreira em Sydney ao derrotar a então atual campeã do Aberto da França, Barbora Krejčíková, em três sets na final. Com a vitória, ela subiu para uma nova posição no ranking da carreira, ocupando a 6ª posição.
No Australian Open, como cabeça-de-chave Nº 6, Badosa alcançou a quarta rodada pela primeira vez, onde perdeu para o Madison Keys, que não era uma cabeça-de-chave, em dois sets.
Após eliminações antecipadas em Dubai e Doha, Badosa chegou às semifinais em Indian Wells e às quartas de final em Miami, onde teve que se retirar devido a uma doença. Com esses resultados e a desistência de Barty, ela subiu para o terceiro lugar no ranking da carreira. Após sua exibição na semifinal no Stuttgart Open, ela subiu para o segundo lugar mundial em 25 de abril de 2022. No Aberto da França, Badosa se retirou de sua partida da terceira rodada contra Veronika Kudermetova devido a uma lesão na panturrilha. Depois de perder para Jodie Burrage em Eastbourne, Badosa derrotou Petra Kvitová na terceira rodada de Wimbledon. Na quarta rodada, ela foi derrotada por Simona Halep em dois sets. Badosa cometeu 20 erros não forçados e executou sete "winners", em comparação com nove erros não forçados e 17 "winners" de Halep.
Em Toronto, Badosa se retirou da partida da segunda rodada contra Yulia Putintseva devido a cãibras. No Cincinnati Open, ela perdeu na segunda rodada para Ajla Tomljanović em uma partida difícil de três sets que durou mais de duas horas. No US Open, ela derrotou Lesia Tsurenko na primeira rodada, antes de cair para Petra Martić, em três sets, na segunda.
Ao ficar de "bye" na primeira rodada em Tóquio e Ostrava, Badosa foi derrotada na segunda rodada de ambos os torneios por  Zheng Qinwen e Petra Kvitová, respectivamente. Ela continuou com um desempenho ruim nos últimos torneios da temporada, já que perdeu para Danielle Collins nas quartas de final de San Diego e se retirou contra Victoria Azarenka na segunda rodada de Guadalajara, depois de perder o primeiro set.
Ela terminou a temporada perdendo oito das últimas dez partidas e fora do top 10 no 13º lugar do mundo.

### 2023
Badosa desistiu do Australian Open devido a uma lesão no adutor sofrida durante suas quartas de final no Adelaide International 2 contra Beatriz Haddad Maia. Posteriormente, ela também desistiu do Abu Dhabi Open. Como resultado, ela saiu do top 20 em 6 de fevereiro de 2023.
No Qatar Open, Badosa perdeu na primeira rodada para Haddad Maia novamente em dois sets. No Dubai Championships, ela também perdeu na primeira rodada para a 14ª cabeça-de-chave Liudmila Samsonova na terceira partida mais longa do ano, com duração de três horas e 22 minutos.
Em preparação para a temporada em quadras de saibro, Badosa participou do Charleston Open onde chegou às quartas de final e perdeu para Jessica Pegula em dois sets. Já na Europa, participou do Porsche Tennis Grand Prix, chegando também às quartas de final onde perdeu para Aryna Sabalenka em jogo de três sets. Em Madri, ela chegou às oitavas de final onde perdeu para Maria Sakkari em sets diretos. Em Roma, ela chegou às quartas de final onde perdeu para Jelena Ostapenko em jogo de três sets.
Em Wimbledon Badosa foi forçada a se retirar da partida da segunda rodada contra Marta Kostyuk por uma contusão nas costas, praticamente encerrando a temporada. Já no final do ano, aproveitou o torneio de exibição World Tennis League para se testar, afirmando estar a 80% de sua melhor condição, chegou ao vice-campeonato com sua equipe a "Kites" em uma disputa acirrada com a equipe campeã, a "Eagles".

### 2024
Badosa iniciou a temporada no Adelaide International sem sucesso, pois perdeu para Bernarda Pera na primeira rodada em jogo de três sets. Depois disso, partiu para o Australian Open, no qual venceu Taylor Townsend na primeira rodada e Anastasia Pavlyuchenkova na segunda, perdeu na terceira rodada para a Amanda Anisimova, todos esses jogos em sets diretos. Permanecendo na Ásia, seu próximo compromisso foi no Thailand Open onde venceu a jogadora local Lanlana Tararudee [en] na primeira rodada em jogo de três sets. Na segunda rodada, depois de perder o primeiro set e estar vencendo o segundo contra  Diana Shnaider, foi obrigada a desistir por contusão.
Prosseguindo sua campanha em quadras duras, agora no Oriente Médio, Badosa participou do Qatar Open, onde venceu Ashlyn Krueger, na primeira rodada em jogo de três sets mas perdeu para Leylah Fernandez na segunda em outro jogo de três sets. Em Dubai, foi forçada a desistir da partida na primeira rodada por contusão. No giro americano, o desempenho não melhorou, perdeu na segunda rodada em Miami para a cabeça de chave N° 2 Aryna Sabalenka em sets diretos.
Badosa iniciou a temporada em quadras de saibro no Charleston Open, onde perdeu na primeira rodada para a eventual campeã Danielle Collins. Em seguida, já na Europa, participou do Porsche Tennis Grand Prix onde venceu Diana Shnaider na primeira rodada em sets diretos, mas perdeu na segunda rodada no terceiro set de um jogo muito equilibrado contra a cabeça de chave N° 2 Aryna Sabalenka quando foi forçada a desistir da partida no terceiro set por contusão. Badosa utilizou o "ranking protegido" para participar do Aberto de Madri, mas perdeu na primeira rodada para Jéssica Bouzas Maneiro [en] em jogo de três sets. No Aberto de Roma, venceu Mirra Andreeva na primeira rodada em sets diretos, Emma Navarro na segunda em jogo de três sets, Diana Shnaider na terceira também em três sets, mas nas oitavas de final, perdeu para a cabeça de chave N° 3, Coco Gauff, em mais um jogo de três sets. Já no Aberto da França, venceu a cabeça de chave N° 26, Katie Boulter, na primeira rodada em jogo de três sets, venceu Yulia Putintseva, na segunda, também em jogo de três sets, mas perdeu na terceira para a cabeça de chave N° 2, Aryna Sabalenka, em sets diretos.
Badosa começou a temporada em quadras de grama pelo Bad Homburg Open, no qual venceu Arantxa Rus e Jule Niemeier [en] para chegar às quartas de final, onde perdeu para a eventual campeã, Diana Shnaider em sets diretos. Em Wimbledon, ela venceu Karolina Muchova, Brenda Fruhvirtova [en] e Daria Kasatkina, mas nas oitavas de final, perdeu para Donna Vekic em jogo de três sets.
Logo em seguida, Badosa deu início à temporada de quadras duras na América do norte, no Washington DC Open, no qual venceu Sofia Kenin, Liudmila Samsonova, Emma Raducanu nas quartas de final e Caroline Dolehide na semifinal. Na final, enfrentou Marie Bouzkova, e em jogo tenso, com algumas interrupções devido à chuva, acabou vencendo em três sets, conquistando seu quarto título do WTA Tour da carreira e o primeiro depois da lesão nas costas. Depois disso, no Aberto do Canadá, venceu Clara Tauson na primeira rodada em sets diretos, mas perdeu para a cabeça de chave N° 4, Jelena Ostapenko, na segunda em jogo de três sets. Em seguida, no Cincinnati Open, passou por Peyton Stearns, Anna Kalinskaya, Yulia Putintseva e Anastasia Pavlyuchenkova para chegar às semifinais, onde enfrentou a cabeça de chave N° 6, Jessica Pegula, jogo que perdeu em três sets. No US Open, passou por Viktorija Golubic, por Taylor Townsend, por Elena-Gabriela Ruse e por Wang Yafan, para chegar às quartas de final. Na sua quarta de final, enfrentou Emma Navarro, jogo que perdeu em sets diretos.

## Estilo de jogo

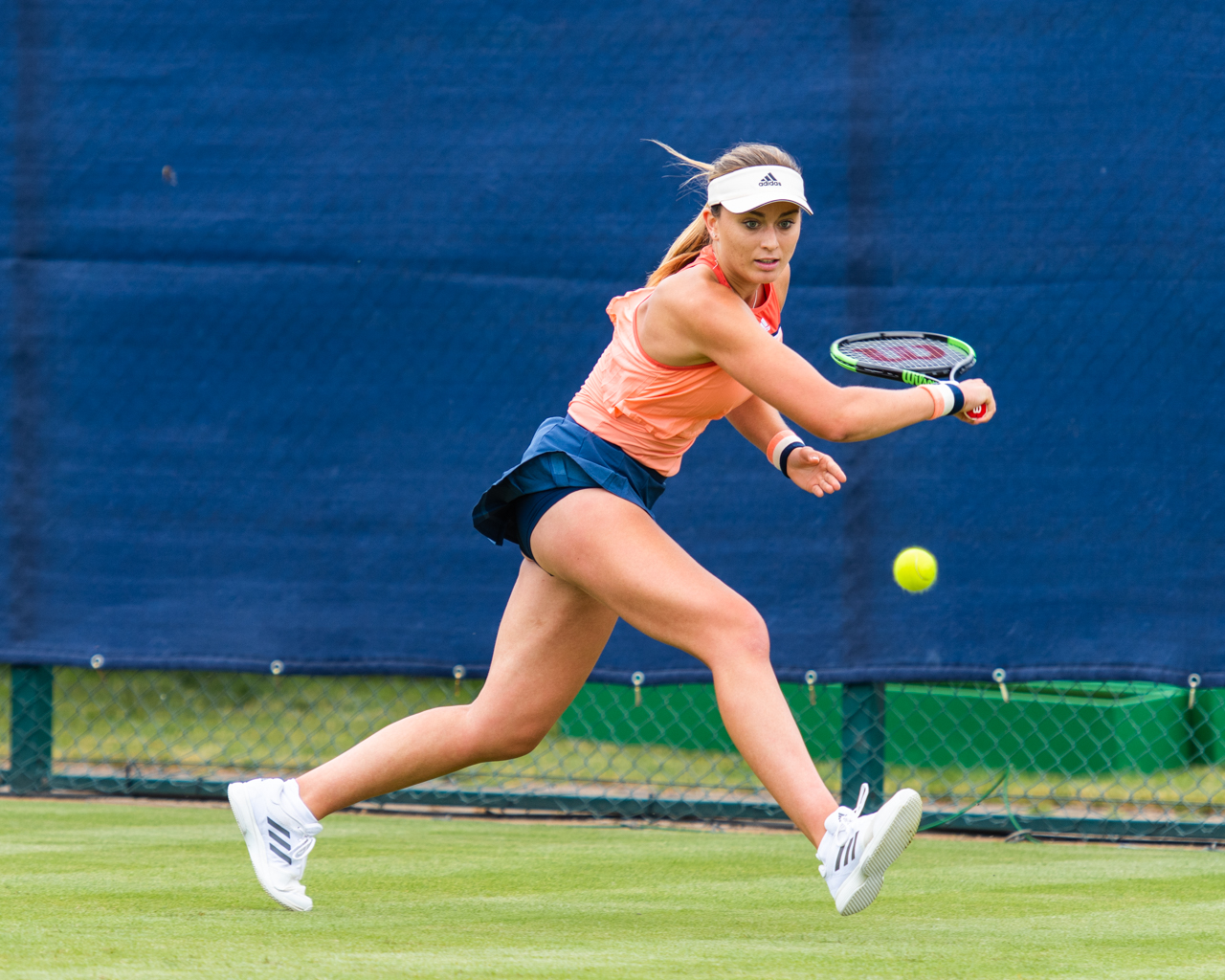
Badosa em ação.

Badosa é uma jogadora de linha de base agressiva, cujo jogo é centrado em seu poderoso saque e "groundstrokes". Badosa descreveu seu saque como seu golpe favorito, sendo seu saque uma arma importante. Seu primeiro saque foi registrado a 122 mph (196 km/h), permitindo que ela sacasse vários aces em qualquer partida e ditasse o jogo desde o primeiro golpe. Devido ao seu primeiro saque eficaz, ela normalmente ganha uma alta porcentagem de pontos no primeiro saque. Ela também possui saques cortados com efeito eficazes e confiáveis que ela usa como segundos saques, evitando que as oponentes marquem pontos fáceis em seu segundo saque; ela também é proficiente em defender seu segundo saque. Quando Badosa está nervosa, no entanto, ela corre riscos em seu segundo saque, ocasionalmente levando a uma contagem relativamente alta de duplas faltas.
O "groundstroke" mais forte de Badosa é o backhand de duas mãos, com o qual ela domina as oponentes na quadra, e ela acerta um grande número de "winners" com esse golpe. O forehand de Badosa também é poderoso, sendo atingido com profundidade e força implacáveis; ela frequentemente utiliza o forehand reverso, permitindo-lhe gerar ângulos extremos e acertar os winners em posições defensivas. Badosa gosta de jogar pontos curtos e frequentemente utiliza combinações agressivas de saque e golpe de solo para terminar os pontos rapidamente com winners definitivos.
Apesar disso, Badosa possui um jogo defensivo notavelmente completo, com sua excelente movimentação, trabalho de pés, cobertura de quadra e resistência que lhe permitem contra-atacar e criar oportunidades para acertar os winners no final de longos ralis. Ela também possui um drop shot eficaz e empregará o backhand "fatiado" para mudar o ritmo dos pontos e interromper o ritmo do oponente. Badosa raramente se aproxima da rede, exceto para recuperar bolas curtas e drop shots (deixadas); conforme ela ganha mais experiência em duplas, no entanto, ela começa a atacar a rede com frequência cada vez maior. Ela também é uma adversária formidável na quadra, conhecida por sua resistência mental, compostura e força sob pressão.
A superfície favorita de Badosa é o saibro, tendo crescido na superfície, e ela venceu 85% de suas partidas em quadras de saibro ao longo de 2021, incluindo o Aberto da França. Devido ao seu estilo de jogo agressivo, destreza em quadra de saibro, resistência mental, aparência física e a semelhança na mecânica de seus saques, ela tem sido frequentemente comparada a seu ídolo, Maria Sharapova.

## Patrocínios
Badosa é patrocinada pela Nike para roupas, calçados e vestuário, depois de ter sido patrocinada anteriormente pela Adidas. Ela é patrocinada pela Wilson para raquetes, especificamente usando a "Wilson Blade 98". Ela também foi contratada como embaixadora da marca para a Iberdrola, uma empresa de energia espanhola.

## Vida pessoal
Badosa já teve um relacionamento com o modelo e ator cubano Juan Betancourt, mas se separou em março de 2023. Desde maio de 2023, ela mantém um relacionamento com o também tenista Stefanos Tsitsipas.
Ela é multilíngue, falando quatro idiomas fluentemente: espanhol, catalão, inglês e francês.

## Finais

### Circuito WTA

#### Simples: 3 (3 títulos)
| Status                   | V–D                      | Torneio                                       | Categoria      | Adversária         | Resultado       |
| Data                     | Data                     | Cidade/país                                   | Piso           | Adversária         | Resultado       |
| ------------------------ | ------------------------ | --------------------------------------------- | -------------- | ------------------ | --------------- |
| Campeã (3–0) 15 jan 2022 | Campeã (3–0) 15 jan 2022 | Sydney Tennis Classic Sydney, Austrália       | WTA 500 duro   | Barbora Krejčíková | 6–3, 4–6, 7–64  |
| Campeã (2–0) 17 out 2021 | Campeã (2–0) 17 out 2021 | BNP Paribas Open Indian Wells, Estados Unidos | WTA 1000 duro  | Victoria Azarenka  | 7–65, 6–2, 7–62 |
| Campeã (1–0) 22 mai 2021 | Campeã (1–0) 22 mai 2021 | Serbia Ladies Open Belgrado, Sérvia           | WTA 250 saibro | Ana Konjuh         | 6–2, 2–0, ab.   |

Em 2023 Badosa desistiu do Australian Open devido a uma contusão ocorrida no WTA 500 de Adelaide diante de Beatriz Haddad Maia.